# O Menino da Porteira (2009)
O Menino da Porteira é um filme de drama brasileiro de 2009 dirigido por Jeremias Moreira Filho e roteirizado por Jeremias e Carlos Nascimbeni. O filme é inspirado na canção "O Menino da Porteira" gravada em 1955, composta Teddy Vieira e Luisinho, e também no longa homônimo lançado na década de 70.

## Enredo
Diogo (Daniel) é um boiadeiro que trabalha levando a boiada para a fazenda Ouro Fino. No sítio de Remanso ele encontra com Rodrigo (João Pedro Carvalho), um jovem menino que sonha ser como ele. Diogo ao conhecer a história do local, resolve defender os moradores do vilarejo, atrás de um preço mais justo. Isso faz com que o dono da fazenda Ouro Fino, Major Batista (José de Abreu) o pressione para não aceitar o trabalho de Otacílio Mendes (Eucir de Souza), que juntamente com Dr. Almeida (Zedu Neves) pretendem tirar as terras do monopolizador dono de grande parte das terras. Não cedendo, o major manda seus capangas perseguirem os moradores, para fazerem com que eles vendam o gado a seu preço. Apaixonado por Juliana (Vanessa Giácomo), filha de Batista, ali começa uma história de amor.
Em uma reunião secreta se reúnem um certo grupo de moradores dispostos a controlar o comércio de gado, enquanto isto, capangas de Major Batista incendeiam a casa de um deles. Em uma perseguição a Diogo, Rodrigo acaba sendo morto, pisoteado pela boiada. Revoltados, toda a comunidade vai até a fazenda do major para tirar satisfação, não se importando com a situação, Batista diz que a culpa não foi dele, já que o menino entrou na frente dos bois. Diogo fica furioso com isso e pega uma arma para atirar nele, mas acaba abrindo a porteira aonde está um touro. Certamente, isso faz com que o vilão morra naquele momento.

## Elenco
- Daniel como Diogo Mendonça
- Vanessa Giácomo como Juliana
- José de Abreu como Major Batista
- Rosi Campos como Filoca
- Eucir de Souza como Otacílio Mendes
- Antônio Edson como Zé Coqueiro
- Valter Santos como João Só
- Zedu Neves como Dr. Almeida
- João Pedro Carvalho como Rodrigo
- Edu Chagas como Chico Fu
- Vitor Zafanelli como Gabriel

## Produção

### Filmagens
O filme foi gravado nas cidades de Brotas e Paulínia e contou com a atuação do cantor Daniel.

## Recepção

### Crítica
Edu Fernandes do site Cine Pop, avaliou o longa com três estrelas e meia, ele elogiou a algumas produções do filme e as atuações. Já Juliano Mion do Cine Players, disse que o filme é chato de tão clichê, e que é oportunista em ter embalado no filme 2 Filhos de Francisco (2005), "entrando na onda e na “modinha” country". Dos atores do filme, ele elogiou apenas a atuação de José de Abreu com o personagem Major Batista, criticando ainda seu papel de pai com a atriz Vanessa Giácomo, em que não existe alguma situação de paternidade.